# Adele at the BBC
Adele at the BBC là chương trình truyền hình đặc biệt có sự tham gia của ca sĩ và nhà viết nhạc người Anh Adele, được dẫn dắt bởi Graham Norton cho kênh truyền hình BBC One, và được ghi hình tại Elstree Studios, Luân Đôn, Vương quốc Anh vào ngày 2 tháng 11 năm 2015. Chương trình bao gồm Adele và ban nhạc trực tiếp của cô trình diễn các bài hát từ album phòng thu thứ ba sắp phát hành, 25 (2015), và các ca khúc cũ từ 2 album trước đó, 19 (2008) và 21 (2011). Ngoài ra, còn có cuộc phỏng vấn giữa Norton và Adele.
Chương trình sẽ công chiếu màn biểu diễn thứ hai trước công chúng của đĩa đơn "Hello". Đây là lần xuất hiện thứ hai trên truyền hình của cô kể từ lễ trao giải Oscar lần thứ 85 (2013). Nó cũng bao gồm khu vực phác họa, nơi mà Adele tương tác với người hâm mộ, gồm có một nhóm những người đóng giả Adele. Chương trình lên sóng vào thứ sáu, ngày 20 tháng 11 trên kênh BBC One từ 8.30 – 9.35 giờ tối (giờ địa phương), cùng ngày với ngày phát hành album 25 của cô.

## Bối cảnh
Sau thành công của 21 (2011), Adele được cho là đang rời khỏi ngành công nghiệp âm nhạc, cô chia sẻ rằng sẽ tốt hơn nếu cô "nghỉ một thời gian dài". Tuy nhiên, đầu năm 2012,cô thông báo rằng cô chỉ đang tạm nghỉ với âm nhạc để "có thêm thời gian và sống thêm một chút". Cô kết thúc việc nghỉ ngơi sau khi đứa con đầu lòng của cô sinh vào tháng 10 năm, với việc Adele cho biết rằng con trai đã truyền cảm hứng để cô trở lại thu âm nhạc, để cho đứa con "biết tôi đang làm gì". Đầu tháng 10 năm 2015, Adele gửi một bức thư tới người hâm mộ về album thông qua trang mạng xã hội, trong đó cô xác nhận rằng album mới có tựa đề là 25.
Adele xác nhận rằng 25 sẽ phát hành vào ngày 20 tháng 11 năm 2015, và cũng tiết lộ bìa album trên tài khoản Facebook và Twitter. 
Ngày 2 tháng 10 năm 2015, một số nhà báo âm nhạc bắt đầu thông bào rằng Adele được cho là đang chuẩn bị cho một chương trình truyền hình đặc biệt kéo dài một giờ đồng hồ trên kênh BBC, tuy nhiên những tin tức này không được xác nhận. Ngày 27 tháng 10, sau các báo cáo trên, BBC One chính thức thông báo về kế hoạch cho Adele at the BBC, một chương trình trong một giờ với dẫn chương trình Graham Norton. Trong chương trình, anh sẽ nói chuyện với Adele về album mới của cô. Chương trình được ghi hình trước một màn biểu diễn trực tiếp vào ngày 2 tháng 11, và được phát trên BBC One vào ngày 20 tháng 11 năm 2015. Vé miễn phí cho buổi diễn trực tiếp có sẵn thông qua một hệ thống xổ số và được công chúng ủng hộ.
Chương trình đánh dấu màn trình diễn trực tiếp đầu tiên của 3 ca khúc trong album 25: "Hello", "When We Were Young", và "Million Years Ago".

## Bài hát đã biểu diễn
1. "Rolling in the Deep"[12]
2. "Hello"[12]
3. "Rumour Has It"[12]
4. "Skyfall"[12][13]
5. "Million Years Ago"[2]
6. "Hometown Glory"[2]
7. "When We Were Young"[12]
8. "Someone like You"[12]

## Phát sóng
Chương trình được phát sóng vào ngày 20 tháng 11 năm 2015 trên kênh BBC One, cùng ngày phát hành của album25.
Trước thông báo về buổi diễn, BBC Worldwide đã bảo mật cho một số lần xem trước của sự kiện này, với các đài truyền hình của Bỉ, Canada, Hà Lan và Tây Ban Nha. BBC giữ kín thỏa thuận với các đài VRT, CTV, NPO 3 và Canal Plus về chương trình phát trên BBC One. BBC Worldwide cho phép các đài truyền hình trên toàn cầu 2 lựa chọn: mua bản quyền của chương trình kéo dài một tiếng được dẫn bởi Graham Norton với bài phỏng vấn của anh cùng Adele, hoặc chỉ mua 45 phút trình diễn.

## Tiếp nhận
Chương trình nhận được đánh gia 5 sao từ The Daily Telegraph, với lời bình nó như 'một cú dội của một thiên tài' và 'cổ điển, hào phóng, vui vẻ và xúc động.'. Sự kiện đặc biệt này thu hút 5,83 triệu lượt khán giả xem truyền hình